# Rengård kraftstation
Rengård kraftstation är ett vattenkraftverk i Skellefte älv. Utbyggnaden av Kusforsen i Skellefteälven hade varit aktuell ända sedan 1955 då Skellefteå Stads Kraftverk lämnade in en förhandsanmälan som visade hur man planerat utnyttja fallhöjderna i Rengårdsforsen, Kusforsen, Bredseleforsen och Grånaforsen. Efter synpunkter från naturskyddets representanter enades man om Rengårdsalternativet. Detta alternativ innebar att en 20 meter hög damm skulle byggas och att uppströms den skulle skapas en 600 meter bred och 20 km lång sjö.
Vattenfall erbjöd sig att fungera som entreprenör för bygget vilket Skellefteå stad accepterade. Rengård blev därmed det första kraftverksbygget som staden inte utsatte på traditionell entreprenadräkning samtidigt som det också var första gången som Vattenfall enbart fick rollen som entreprenör i ett kraftstationsbygge. I juli 1968 inleddes byggandet vilket gick helt enligt plan. I oktober 1970 togs aggregatet ”Nisse” i drift.
Namnsättandet av Rengård kraftstation var första gången man frångick namn som slutar på fors eftersom dåvarande direktören Carl-David Bredberg ville bryta mönstret och eftersom Kusfors kunde förväxlas med Rusfors kraftstation i Umeälven.